# Modesta Bor
Modesta Bor (1926 à Juan Griego, Isla de Margarita — 1998 à Mérida) est une compositrice vénézuélienne.

## Biographie
Modesta Bor est née à Juan Griego, Isla de Margarita. Elle étudie à Caracas avec Elena Arrarte, Juan Bautista Plaza (en), Antonio Estévez, Maria de Lourdes Rotundo et Vicente Emilio Sojo (en) et est diplômée en composition en 1959. Elle poursuit ses études au Conservatoire Tchaïkovski de Moscou avec Aram Khachaturian. En 1960, elle remporte son premier Prix National de Musique avec sa Sonate pour violon et piano .
Après avoir terminé ses études, Bor retournée au Venezuela pour travailler en tant que compositrice, enseignante et chef de chœur, à la tête du département de musique du Département de la culture de l'Université centrale du Venezuela. Elle a également été directrice de la section musicologie du  Servicio de Investigaciones Folklóricas Nacionales. Elle meurt à Mérida.

## Œuvres
Bor a composé pour orchestre, ensemble de chambre, piano et voix, avec plus de 95 œuvres chorales pour chœur mixte et 130 pour chœur à voix égales, dont : 
- Suite pour enfants
- Canción de cuna para dormir un negrito (dans Tríptico sobre poesía cubana, pour voix et piano) (Texte : Nicolas Guillén)
- Coplas venezolanas (dans Segundo cico de romanzas y canciones, pour contralto et piano) (Texte : Andrés Eloy Blanco Meaño)
- Guitarra (dans Tríptico sobre poesía cubana pour voix et piano) (Texte : Nicolas Guillén)
- Nocturno en los muellas (dans Tríptico sobre poesía cubana pour voix et piano) (Texte : Nicolas Guillén)
- Pregón (dans Segundo ciclo de romanzas y canciones pour contralto et piano) (Texte : Andrés Eloy Blanco Meaño)
- Si el silencio fuera mío (dans Segundo ciclo de romanzas y canciones pour contralgo et piano) (Texte : Andrés Eloy Blanco Meaño)
- Suspiro cuando te miro (in Segundo ciclo de romanzas y canciones pour contralto et piano) (Texte : Andrés Eloy Blanco Meaño) [4]